# Eldhastighet
Eldhastighet är en vapenterm som syftar på antalet avfyrade skott per tidsenhet hos skjutvapen. Normalt används minuter som tidsenhet: skott per minut, skott/minut, sk/min. 
Beroende på vapnets slaglängd, laddningsvikt och sprängstyrka finns det en avvägning mellan hög eldhastighet, räckvidd och precision. En lösning på detta är gatlingkulsprutan där flera pipor roterar runt en gemensam axel för en extremt hög eldhastighet. En hög eldhastighet i konventionella vapen riskerar överhettning i metallgodset och pipa som kan innebära nackdelar vad gäller precision och tillförlitlighet. En vanlig automatkarbin som exempelvis en AK-47 har en eldhastighet om cirka 600 skott/minut. Sveriges kulsprutepistol m/45 har en liknande eldhastighet på 550–600 skott/minut.